# South West
De South West is een van de negen regio's van West-Australië. Het wordt zo genoemd omdat het in de zuidwesthoek van West-Australië gelegen is. De regio bestaat uit 12 lokale bestuurlijke gebieden:
- Shire of Augusta-Margaret River
- Shire of Boyup Brook
- Shire of Bridgetown-Greenbushes
- City of Bunbury
- City of Busselton
- Shire of Capel
- Shire of Collie
- Shire of Dardanup
- Shire of Donnybrook-Balingup
- Shire of Harvey
- Shire of Manjimup
- Shire of Nannup

## Economie
De South West regio heeft een zeer diverse economie en een bruto regionaal product (cfr. Bnp) in 2018 van 13 miljard AUD. De mijnindustrie was goed voor 18% daarvan. 21% van alle aluminium in de wereld komt uit de regio. De bouw was goed voor 11% van het bruto regionaal product. Er is ook nog een vrij omvangrijke landbouw-, hout- en wijnindustrie. De South West regio is de populairste toeristische reisbestemming in West-Australië op Perth na. 

## Klimaat
De South West regio heeft een mediterraan klimaat met droge warme zomers en koele vochtige winters. 
Gascoyne · Goldfields-Esperance · Great Southern · Kimberley · Mid West · Peel · Pilbara · Wheatbelt · South West
Acton Park · Alexandra Bridge · Allanson · Augusta · Balingup · Benger · Binningup · Boyanup · Boyup Brook · Bramley · Bridgetown · Brookhampton · Brunswick Junction · Bunbury · Burekup· Busselton · Capel · Carbunup River · Chowerup · Collie · Cookernup · Cowaramup · Cundinup · Dardanup · Deanmill · Dingup · Dinninup · Donnelly River · Donnybrook · Dunsborough · Elgin · Ferguson · Forest Grove · Forrest Beach · Gnarabup · Gracetown · Greenbushes · Harvey · Hester · Jardee · Jarrahwood · Karridale · Kirup · Kudardup · Kulikup · Ludlow · Manjimup · Margaret River · Mayanup · Metricup · Mullalyup · Myalup · Nannup · Northcliffe · Nyamup · Pemberton · Peppermint Grove Beach · Prevelly · Quindalup · Quinninup · Roelands · Rosa Brook · Shotts · Stratham · Uduc · Vasse · Walpole · Waterloo · Wilga · Windy Harbour · Witchcliffe · Wilyabrup · Wokalup · Wonnerup · Worsley · Yallingup · Yalup Brook · Yarloop · Yoongarillup · Yornup